# Johanna St John
Johanna St John (1631-1705)  est une jardinière et herboriste anglaise. Tout au long de sa vie, elle écrit deux livres de recettes contenant des recettes culinaires, cosmétiques et médicinales . Elle est la grand-mère du premier vicomte Bolingbroke, Henry St John .

## Biographie
Elle est la fille d'Oliver St John, un parlementaire de premier plan et partisan d'Oliver Cromwell. Elle est élevée pendant la guerre civile anglaise. Dans les premiers mois de sa vie, sa mère, Johanna Altham, l'emmène chez le beau-père d'Altham, Sir William Masham, à High Laver, Essex . Elle y est baptisé le 27 janvier 1631 .
En 1649, elle épouse son cousin éloigné, Walter St John et a treize enfants.
Lydiard Park est un jardin de campagne de 260 acres à Lydiard Tregoze, à près de quatre miles à l'ouest du centre de Swindon, dans le Wiltshire, en Angleterre, appartenant plus tard au vicomte de Bolingbroke, le petit-fils de Johanna St John. Une série de lettres entre Johanna St John et son intendant, Thomas Hardyman, donne un aperçu de la façon dont elle a appris à écrire ses livres de recettes . À Lydiard House, son domaine d'été, une pléthore de matériaux et d'ingrédients, notamment de la nourriture, des herbes et du bétail, lui fournissent les matières premières dont elle a besoin pour créer ses livres de recettes . L'utilisation de ces matériaux par St John va de la nourriture aux médicaments distillés . D'après les lettres, il est entendu que Johanna elle-même n'a pas concocté les recettes à Lydiard House, mais a donné "des détails exacts à une équipe de distillateurs et de cueilleurs d'herbes", collaborant souvent avec d'autres fabricants de recettes à Londres . Elle collabore avec Sir Edward Spencer, Lady Manchester et Lady Peterborough qui ont tous des remèdes pour les yeux douloureux, et Sir Philip Warwick qui a un remède pour les crampes .